# 팸 & 토미
《팸 & 토미》(영어: Pam & Tommy)는 훌루에서 2022년 2월부터 방영된 미국의 전기 드라마이다. 배우 패멀라 앤더슨, 드러머 토미 리 부부의 섹스 테이프 유출 사건을 바탕으로 한 작품이다. 릴리 제임스가 패멀라 앤더슨 역을, 세바스티안 스탄이 토미 리 역을 맡았다.